# Lisa Teige
Pour les articles homonymes, voir Lisa et Teige.
Lisa Teige, née le 19 janvier 1998 à Bergen, est une actrice et danseuse norvégienne.

## Biographie
Lisa Teige est principalement connue pour son rôle d'Eva dans la série télévisée Skam sur NRK.

## Filmographie
- 2015-2017 : Skam (série télévisée) : Eva Kviig Mohn[2] (39 épisodes)
- 2018 : Battle : Amalie
- 2018 : Håbet (mini-série) : Sigrid
- 2022 : Battle: Freestyle : Amalie

## Source et références
- (en) Cet article est partiellement ou en totalité issu de l’article de Wikipédia en anglais intitulé « Lisa Teige » (voir la liste des auteurs).

1. ↑  (en) Eva & Noora in Skam sur lesbian-interest.eu
2. ↑  (en) Eva Kviig Mohn sur lezwatchtv.com